# Отари (Совєтський район)
Ота́ри (рос. Отары, марій. Отар) — присілок у складі Совєтського району Марій Ел, Росія. Входить до складу Михайловського сільського поселення.

## Населення
Населення — 28 осіб (2010; 21 у 2002).
Національний склад (станом на 2002 рік):
- марі — 86 %